# Caña Muerta
Caña Muerta är en ort i Mexiko.   Den ligger i kommunen Santiago Ixtayutla och delstaten Oaxaca, i den sydöstra delen av landet, 400 km söder om huvudstaden Mexico City. Caña Muerta ligger 524 meter över havet och antalet invånare är 108.
Terrängen runt Caña Muerta är kuperad norrut, men söderut är den bergig. Caña Muerta ligger nere i en dal. Runt Caña Muerta är det ganska glesbefolkat, med 43 invånare per kvadratkilometer. Närmaste större samhälle är Pueblo Viejo, 2,7 km söder om Caña Muerta. I omgivningarna runt Caña Muerta växer huvudsakligen savannskog.